# Gayratjon Hasanov
Gayratjon Hasanov (Qarshi, RSS de Uzbekistán, 12 de enero de 1983) es un exfutbolista de Uzbekistán que jugaba en la posición de guardameta.

## Carrera

### Club
| Periodo   | Club              | Apariciones | Goles |
| --------- | ----------------- | ----------- | ----- |
| 2002-2004 | PFK Sementchi     | 16          | 0     |
| 2003—2009 | Neftchi Fergana   | 65          | 0     |
| 2009—2011 | Xorazm FK Urganch | 32          | 0     |
| 2011—2012 | FK Andijon        | 21          | 0     |
| 2012—2013 | FC Nasaf Qarshi   | 8           | 0     |
| 2013—2015 | Neftchi Fergana   | 22          | 0     |
| 2016—2017 | Kokand 1912       | 4           | 0     |

### Selección nacional
Jugó para Uzbekistán en una ocasión en 2007 y estuvo en la Copa Asiática 2007.